# Prueba al valor y la altura (Tiquina)
La Prueba al valor y la altura, también conocida como Cruce del Estrecho de Tiquina, es un evento deportivo que se desarrolla anualmente en el Estrecho de Tiquina, en Bolivia, cuando decenas de personas cruzan a nado este estrecho, que es parte del Lago Titicaca.
El evento se lleva a cabo en invierno. Originalmente se desarrollaba a la medianoche del 23 de junio de cada año, coincidiendo con la fiesta de San Juan y la denominada "noche más fría del año". Posteriormente, la competencia comenzó a desarrollarse durante el día, pero aún en los meses de invierno. El desafío consiste en recorrer a nado al menos 880 metros de distancia a una temperatura aproximada de -10 °C y a una altitud de 3815 m s. n. m.Los nadadores son monitoreados por la Fuerza Naval Boliviana y paramédicos, quienes supervisan desde embarcaciones con motor.El evento es organizado por el Gobierno Autónomo Departamental de La Paz, el Servicio Departamental de Deportes y el municipios de San Pedro de Tiquina, así como la Asociación Departamental de Natación, La Federación Boliviana de Triatlón y otros. En 2024 la competencia celebró cuarto siglo de vida con más de cien inscritos.
Una competencia similar se practica entre la Isla de la Luna y la Isla del Sol, también en el lago Titicaca. Esta prueba suele servir de preparación para el cruce en Tiquina.La prueba es, además, una manera de promocionar el turismo en el denominado "lago sagrado".